# (29424) 1997 BV4
(29424) 1997 BV4 est un astéroïde de la ceinture principale découvert en 1997.

## Description
(29424) 1997 BV4 a été découvert le 29 janvier 1997 à l'observatoire astronomique de Sormano à Sormano en Italie par A. Testa et P. Chiavenna.

### Caractéristiques orbitales
L'orbite de cet astéroïde est caractérisée par un demi-grand axe de 3,14 ua, un périhélie de 2,51 ua, une excentricité de 0,20 et une inclinaison de 18,23° par rapport à l'écliptique. Du fait de ces caractéristiques, à savoir un demi-grand axe compris entre 2 et 3,2 ua et un périhélie supérieur à 1,666 ua, il est classé, selon la JPL Small-Body Database, comme objet de la ceinture principale.

### Caractéristiques physiques
(29424) 1997 BV4 a une magnitude absolue (H) de 13,4 et un albédo estimé à 0,053.